# المحيط العالمي
المحيط العالمي (بالإنجليزية: World Ocean)‏ هو نظام مترابط من مياه محيطات الأرض (أو البحار)، وتشمل الجزء الأكبر من الغلاف المائي، وتغطي 361,132,000 كيلومتر مربع أو (70.8٪) من سطح الأرض، مع حجم إجمالي يبلغ حوالي 1,332,000,000 كيلومتر مكعب (320,000,000 ميل3).

## التنظيم
إن وحدة الترابط لمحيطات العالم، مع التبادل النسبي الحر بين أجزائه ذو أهمية أساسية لعلم المحيطات  وهي مقسمة إلى عدة مناطق رئيسية تفصلها القارات وبعض التضاريس المختلفة من جغرافيا المحيطات، هذه الانقسامات هي:
- المحيط الأطلسي.
- المحيط المتجمد الشمالي (يعتبر أحيانا بحر من المحيط الأطلسي).
- المحيط الهندي.
- المحيط الهادئ.
- المحيط الجنوبي (يعتبر أحيانا بدلا من ذلك أجزاء فقط من جنوب المحيط الأطلسي والهندي، والمحيط الهادئ).

في المقابل، ثمة تداخل لمياه المحيطات للعديد من البحار الصغيرة والخلجان.

خريطة متحركة تعرض مياه المحيطات في العالم. كتلة المياه المترابطة تطوق الأرض، ينقسم المحيط العالمي في عدة مناطق رئيسية مع تقاطع نسبي فيما بينها.
عادة يؤخذ بعين الاعتبار خمسة أقسام للمحيطات: المحيط الهادئ، المحيط الأطلسي، المحيط الهندي، المحيط الشمالي والمحيط الجنوبي؛ بعض الأحيان يندمج اخر اثنين مع الثلاثة الأولى.

كان المحيط العالمي موجودا بشكل أو بآخر على الأرض منذ دهور، والمفهوم يعود إلى العصور الكلاسيكية القديمة (على هيئة أوشينوس). وقد صاغ هذا المفهوم المعاصر للمحيط العالمي عالم المحيطات الروسي يولي شوكالسكي [الإنجليزية] في أوائل القرن العشرين ليصف أساسيات الأنفرادية، التي تغطي المحيط المترابط وتطوق معظم الأرض. وبشكل مستمر، يمكن تصور المحيط العالمي بأنها تركز على المحيط الجنوبي. ويمكن النظر إلى الأطلسي والهندي، والهادئ كخلجان تمتد شمالا من المحيط الجنوبي. وإلى الشمال ينفتح الأطلسي إلى المحيط المتجمد الشمالي، الذي يرتبط مع المحيط الهادئ عن طريق مضيق برينغ :
- المحيط الهادئ، أكبر المحيطات، ويصل أيضا إلى الشمال من المحيط الجنوبي إلى المحيط المتجمد الشمالي، ويزيد الفجوة بين أستراليا وآسيا والأمريكتين وأوقيانوسيا. يلتقي المحيط الهادئ بالمحيط الأطلسي جنوب أمريكا الجنوبية عند كايب هورن.
- المحيط الأطلسي، وثاني أكبر محيط، يمتد من المحيط الجنوبي بين أمريكا الجنوبية وأفريقيا وأمريكا الشمالية وأوروبا، إلى المحيط المتجمد الشمالي. الأطلسي يلتقي بالمحيط الهندي جنوب أفريقيا عند رأس أقولاس.
- المحيط الهندي، يمتد شمالا من المحيط الجنوبي إلى الهند،بين أفريقيا وأستراليا. يرتبط المحيط الهندي بالمحيط الهادئ إلى الشرق قرب أستراليا.
- المحيط الجنوبي، ثاني أصغر المحيطات الخمسة، يحيط القارة القطبية الجنوبية وتسيطر عليها تيار القطب الجنوبي، ويقع جنوب الخط 60 درجة جنوبا. والمحيط الجنوبي يغطيه الجليد البحري جزئيا، ويختلف ذلك حسب المواسم.
- المحيط المتجمد الشمالي، اصغر المحيطات الخمسة. يرتبط بالمحيط الأطلسي بالقرب من غرينلاند وآيسلندا، ويرتبط إلى المحيط الهادئ في مضيق بيرنغ. انه يغطي القطب الشمالي، ويلامس أمريكا الشمالية في نصف الكرة الأرضية الغربي وإسكندنافيا وآسيا في نصف الكرة الأرضية الشرقي. والمحيط المتجمد الشمالي يغطيه الجليد البحري جزئيا، ويختلف ذلك حسب المواسم. بعض السلطات لا تنظر في المحيط المتجمد الشمالي بالمحيط المخلص، لأنه يحاط بشكل كبير بالأراضي مع تبادل محدود للمياه مع المحيطات الأخرى. ويعتبره البعض أنه بحر من المحيط الأطلسي، ويشار اليه بانه بحر القطب الشمالي الأبيض المتوسط أو بحر القطب الشمالي.

ويمكن للشكل التقريبي للمحيط العالمي في معظم التعاملات على أنه ثابت، على الرغم من حقيقة أنه ليس كذلك لأن الانجراف القاري يغير هيكله باستمرار.

## نظرة عامة
| المرتبة | المحيط         | الموقع | المساحة (كم2)       | الحجم (كم3) (%)     | متوسط العمق (متر) | الخط الساحلي (كم) |
| ------- | -------------- | --- | ------------------- | ------------------- | ----------------- | ----------------- |
| 1       | المحيط الهادي  | يقع بين اسيا وأستراليا والأمريكيتين.                                                                                    | 168٬723٬000(46.6 %) | 669٬880٬000(50.1 %) | 3٬970             | 135٬663           |
| 2       | المحيط الأطلسي | يقع بين الأمريكيتين وأروبا وأفريقيا.                                                                                    | 85٬133٬000(23.5 %)  | 310٬410٬900(23.3 %) | 3٬646             | 111٬866           |
| 3       | المحيط الهندي  | يقع بين أفريقيا واسيا وأستراليا.                                                                                        | 70٬560٬000(19.5 %)  | 264٬000٬000(19.8 %) | 3٬741             | 66٬526            |
| 4       | المحيط الجنوبي | يطوق القارة القطبية الجنوبية. ويعتبر أحيانًا امتدادًا للمحيط الهادئ والأطلسي والهندي.                                     | 21٬960٬000(6.1 %)   | 71٬800٬000(5.4 %)   | 3٬270             | 17٬968            |
| 5       | المحيط الشمالي | يقع على الحدود الشمالية أمريكا الشمالية وأوراسيا ويغطي الكثير من القطب الشمالي. يُعتبر أحيانًا بحرًا تابعًا للمحيط الأطلسي. | 15٬558٬000(4.3 %)   | 18٬750٬000(1.4 %)   | 1٬205             | 45٬389            |
| المجموع | المجموع        | المجموع | 361٬900٬000         | 1٬335٬000٬000       | 3٬688             | 377٬412           |